# Tactical High Energy Laser

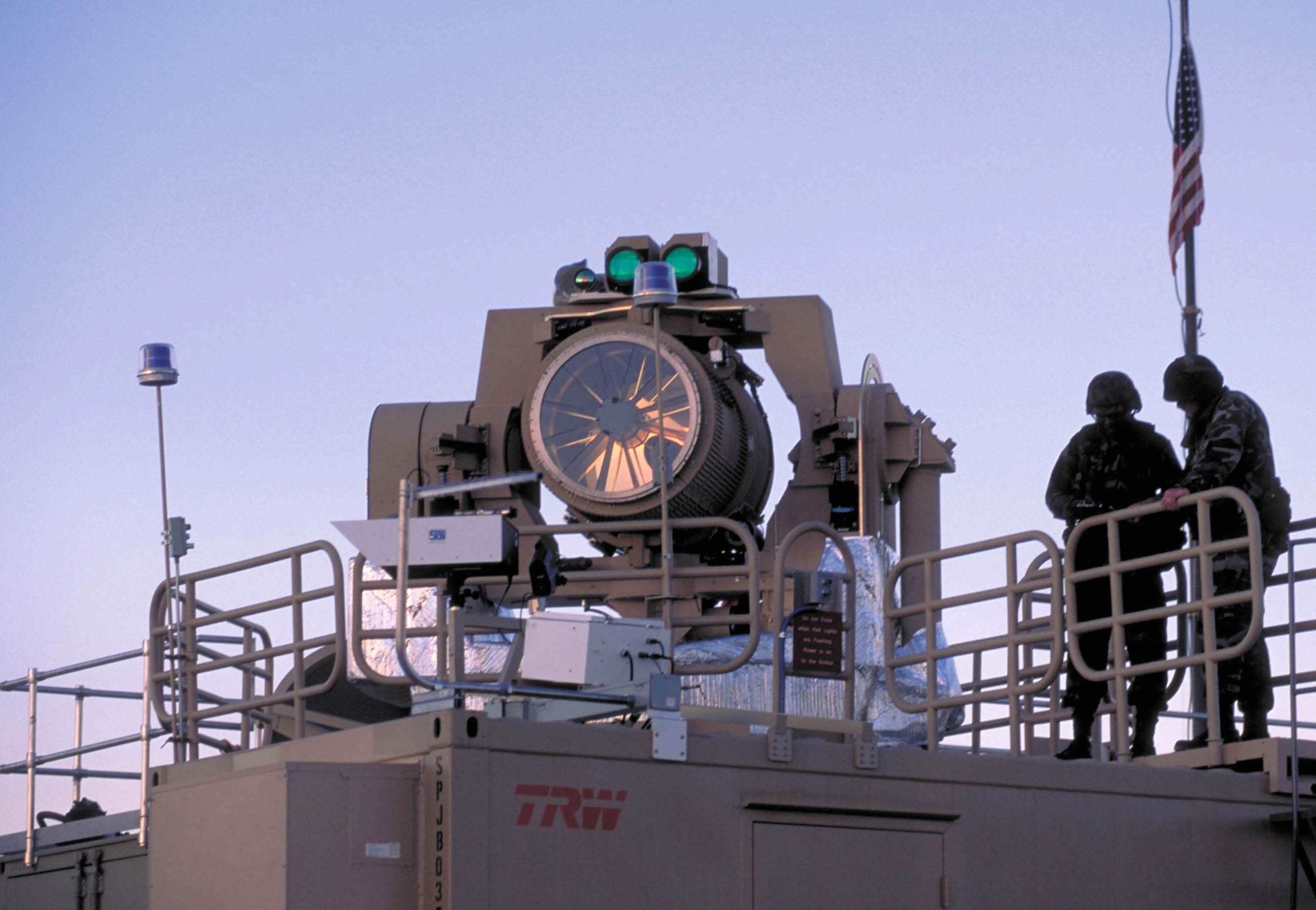

Тактичний високоенергетичний лазер (англ. Tactical High Energy Laser, THEL) — лазерна система протиракетної оборони (ПРО) на базі хімічного твердотільного лазера. 

## Історія
Розробка системи почалася в 1996 році американською компанією Northrop Grumman (тоді — TRW) і оборонними підприємствами Ізраїлю.
На початку 2001 року, незважаючи на позитивні результати випробувань системи, керівництво Ізраїлю ухвалило рішення про вихід з проекту, вклавши в нього до того часу 400 млн доларів. Подальша розробка була продовжена компанією Northrop Grumman на замовлення оборонних відомств США. Її результатом став покращений варіант системи, який отримав назву Skyguard. 2008 року повідомлялося про її готовність до серійного виробництва.
На ринку озброєнь Skyguard конкурує з системою «Залізний купол».